# زکریا مورن
زکریا مورن (انگلیسی: Zacarías Morán؛ زادهٔ ۲۲ فوریهٔ ۱۹۹۶) بازیکن فوتبال اهل آرژانتین است.
از باشگاه‌هایی که در آن بازی کرده‌است می‌توان به باشگاه فوتبال ریور پلاته اشاره کرد.
وی همچنین در تیم ملی فوتبال زیر 17 سال آرژانتین بازی کرده‌است.